# Elaphropeza triangulata
Elaphropeza triangulata är en tvåvingeart som först beskrevs av Yang 1993.  Elaphropeza triangulata ingår i släktet Elaphropeza och familjen puckeldansflugor.
Artens utbredningsområde är Yunnan (Kina). Inga underarter finns listade i Catalogue of Life.